# Нана Александрија
Нана Александрија (груз. ნანა გიორგის ასული ალექსანდრია, рођена 13. октобра 1949.) је грузијска шахисткиња, шаховски мајстор 1966, велемајстор 1976. и међународни шаховски судија (1995.). Била је изазивач у две утакмице за Светско првенство у шаху за жене. Она је мајка грузијског политичара Гиге Бокерије.

## Биографија
Нана Александрија се родила у Потију, научила је шах са четири године, од свог оца, математичара. Са десет година је почела званично да тренира у школи Вахтанга Карселадзеа. Са 15 година већ је била првак Грузије. 
По образовању је филолог, са постдипломским студијама из књижевности. Због љубави према музици, пет година је студирала клавир.

## Каријера
Александрија је 1966. године освојила титулу женског међународног мајстора, а титулу велемајстора 1976, била је првакиња Совјетског Савеза 1966, 1968. и 1969. године. Александрија је била изазивач Светског првенства за жене 1975. и 1981. године. 1975. изгубила је од Ноне Гаприндашвили. 1981. године играла је са Мајом Чибурданидзе, али Чибурданидзе је, и поред нерешеног резултата, по правилима, задржала титулу првака. Александрија је играла за Совјетски Савез на шаховским олимпијадама 1969, 1974, 1978, 1980, 1982 и 1986. Била је једна од главних играча СССР-ове екипе која је доминирала на женским Олимпијадама 1980-их. 
Њен најбољи Ело рејтинг био је 2415 из 1988. године. 
Од 1986. до 2002. године, Нана је била председавајућа Комисије за женски шах, сталног одбора ФИДЕ-а која је имала задатак да промовише и развија шаховске активности жена и припрема програме који имају за циљ што бољу заступљеност жена у свим аспектима шаховских активности. 
Алекандрија је сада администратор ФИДЕ. Била је председавајућа Женске комисије ФИДЕ од 1986. до 2001. године. Победница је 20 међународних турнира, талентована новинарка, једна од најодлучнијих заговорница женског шаха.